# Tovastugan

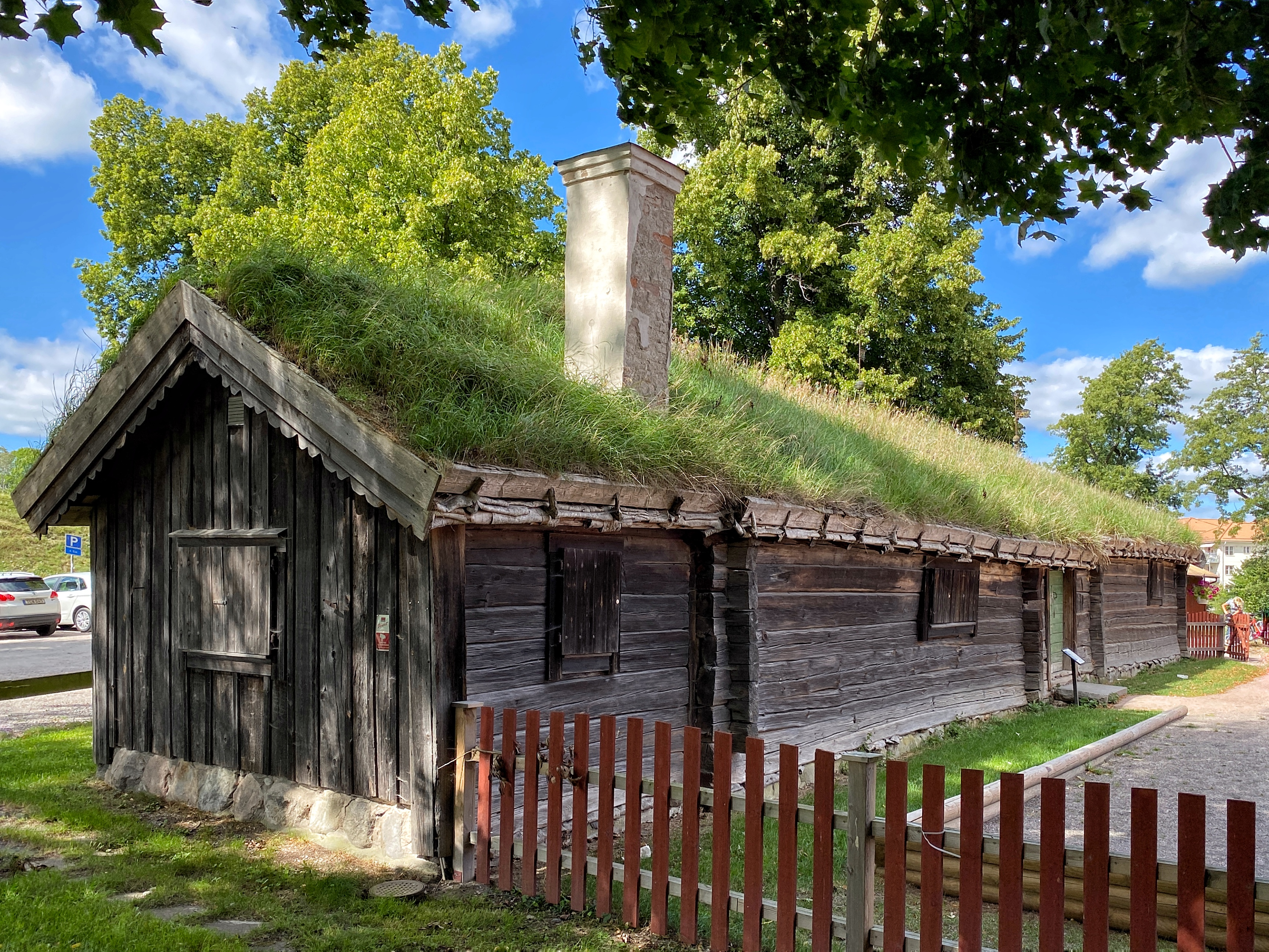
Tovastugan, augusti 2020.

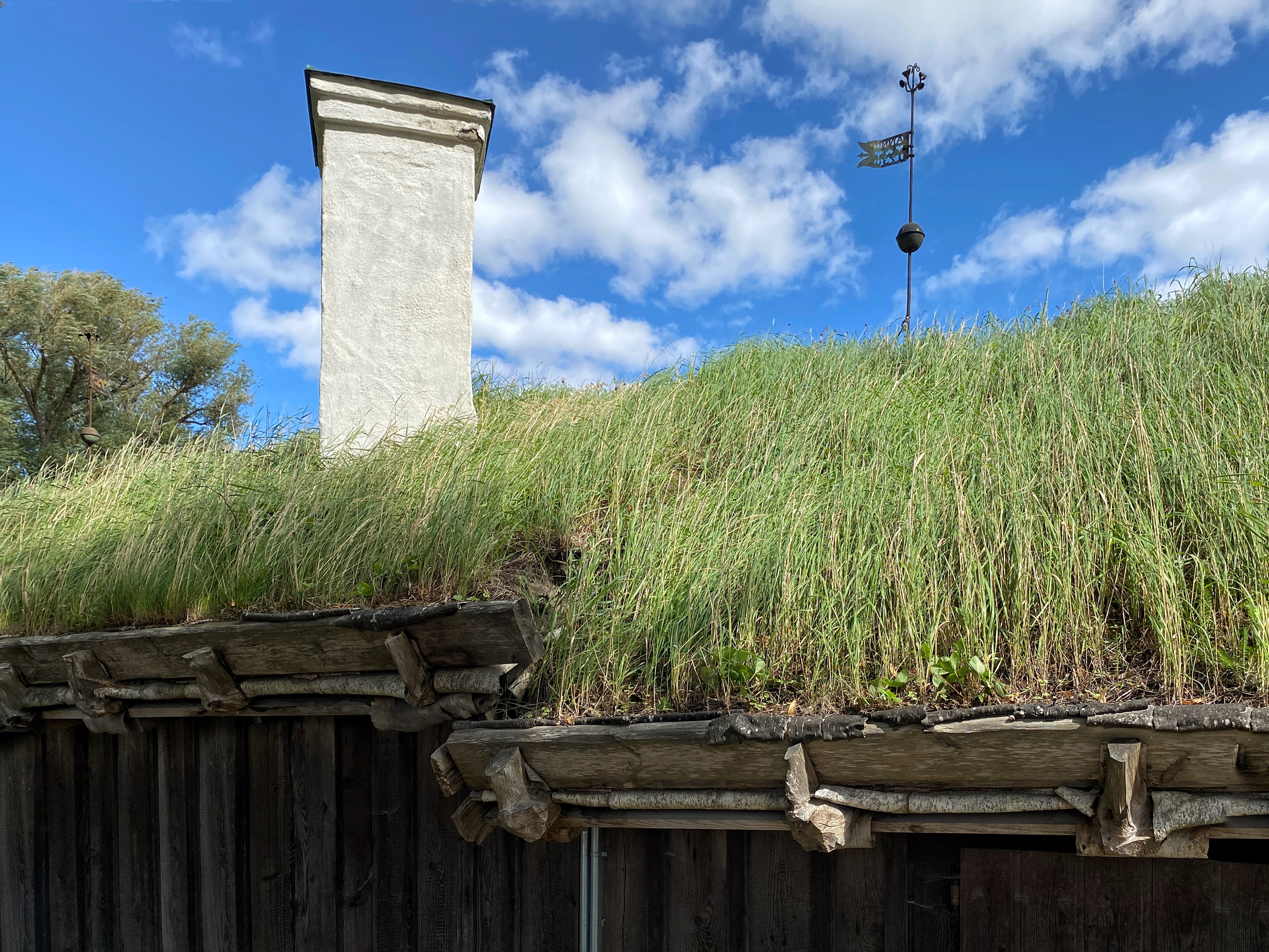
Torvtak.

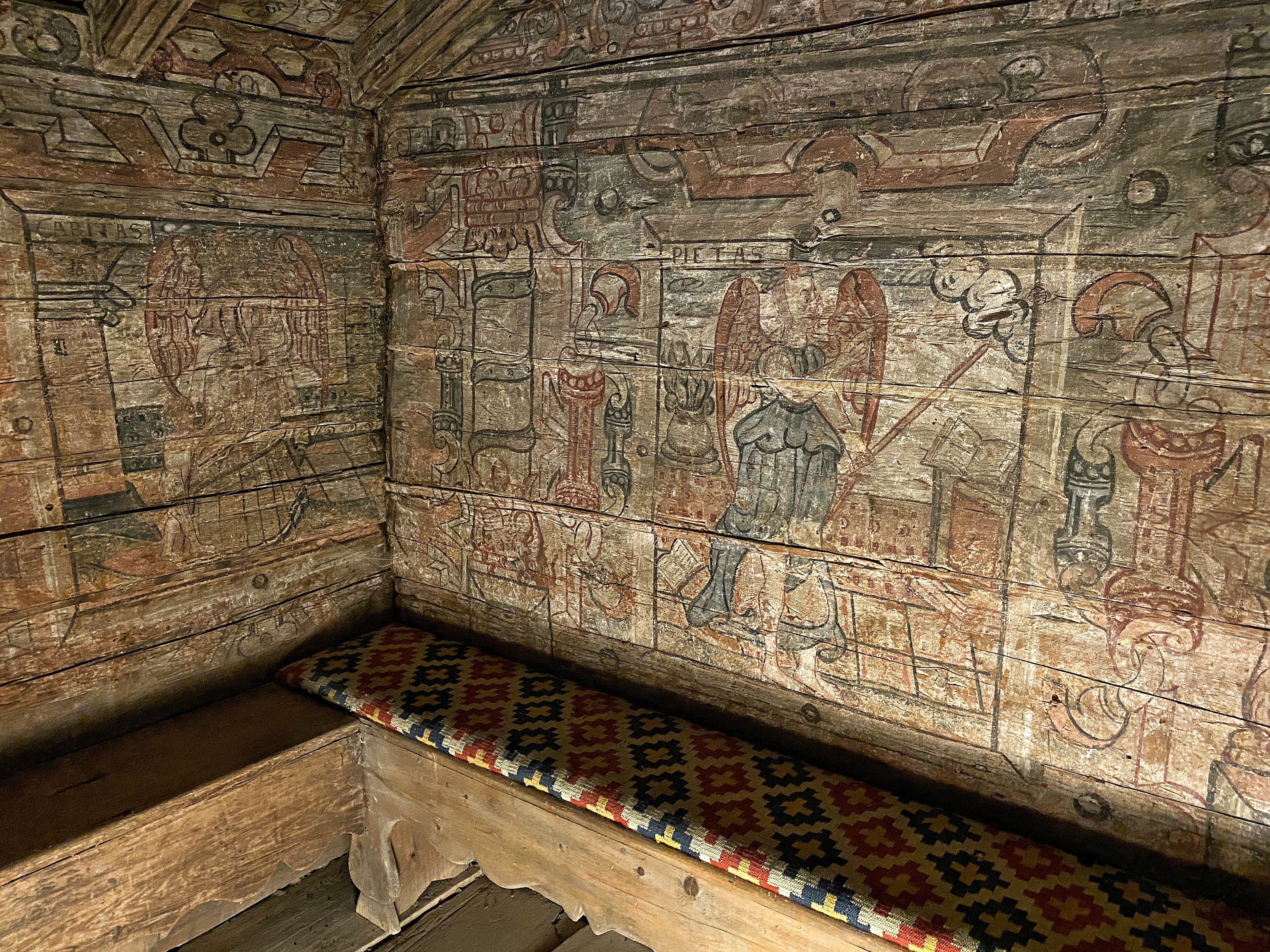
Detalj av väggmålningarna i Tovastugan.

Tovastugan är en timrad parstuga från 1600-talet med unika målningar på väggar och tak i stugans sal. Huset stod ursprungligen vid hemmanet Tova, på en udde i sjön Båven, i Ripsa socken i centrala Södermanland. Familjen von Eckerman på Edeby skänkte huset 1950 till Södermanlands hembygdsförbund och det flyttades 1951 till Nyköping där det nu står vid Nyköpingshus. 
Tovastugans målningar är gjorda 1641 av Nils Målare. Sannolikt bodde en rikare familj i huset, såväl målningarna som husets storlek indikerar detta. Gissningsvis befann sig familjen i fråga någonstans mellan adel och bondebefolkning. Jämfört med senare tiders hus är Tovastugans exteriör mycket enkel med omålade träfasader och torvtak. 
Tovastugan är ett av Sveriges äldsta bevarade bostadshus i timmer. Idag ägs Tovastugan av Sörmlands museum.